# 2008 UB7
2008 UB7 ist ein Asteroid, der zu den Erdnahen Asteroiden (Apollo-Typ) zählt und am 26. Oktober 2008 von Lincoln Laboratory ETS, New Mexico (IAU-Code 704) entdeckt wurde. Der Asteroid wird (Stand: 15. Februar 2025) auf der NEO Risk List mit einer kumulativen Einschlagswahrscheinlichkeit von 1 zu 21739 in den Jahren 2051 bis 2106 geführt. Der Durchmesser des Asteroids wird auf etwa 40 bis 100 Meter geschätzt. Die nächste Annäherung an die Erde, bei der das Risiko eines Einschlages besteht, wird mit einer Einschlagswahrscheinlichkeit von 1 zu 180 Millionen am 1. November 2051 erwartet.